# Asura decurrens
Asura decurrens är en fjärilsart som beskrevs av Walker 1864. Asura decurrens ingår i släktet Asura och familjen björnspinnare. Inga underarter finns listade i Catalogue of Life.